# Spagyriek
Spagyriek (Spao "uit elkaar halen" en ageiro "samenvoegen") is een methode om geneesmiddelen te maken, die teruggaat op de alchemie. Gebruikt worden planten, mineralen en dierlijke producten.
Het voordeel van spagyrische middelen is dat deze organische én anorganische stoffen bevatten. Door de verschillende productiefasen kunnen alle werkzame bestanddelen uit alle delen van de volledige plant benut worden. Ook worden giftige bestanddelen geëlimineerd tijdens de bereiding.
Het werk van Paracelsus (1493-1541) is het fundament van het hedendaagse gebruik. Om de middelen te maken wordt gebruikgemaakt van onder meer destillatie, vergisting en inweken.
Spagyriek kan men zien als een mooie synergie van het moleculaire uit de fytotherapie en de etherisch olie, het energetische uit de homeopathie en de Bachbloesems en het minerale niveau. 